# Генрих (князь Нассау-Дилленбурга)
Генрих Нассау-Дилленбургский (нем. Heinrich von Nassau-Dillenburg; 28 августа 1641, Дилленбург − 18 апреля 1701, замок Людвигсбрунн) — князь Нассау-Дилленбурга в 1662—1701 годах. Единственный сын князя Георга Людвига Нассау-Дилленбургского (1618—1656) и его жены Анны Августы (1612—1673), дочери герцога Генриха Юлия Брауншвейг-Вольфенбюттельского.

## Биография
Учился в Херборнской протестантской академии и во Франции. После окончания учёбы он служил в голландской армии, где дослужился до звания полковника.
В 1662 году после смерти деда Людвига Генриха Нассау-Дилленбургского Генрих унаследовал графство, поскольку отец к тому времени уже скончался в 1656 году. В 1676 году умер его дядя Адольф Нассау-Шаумбургский, не оставив наследника мужского пола, и Генрих унаследовал Нассау-Шаумбург.
Генрих Нассау-Дилленбургский безуспешно пытался претендовать на владения своего умершего тестя Георга III, герцога Бжегского (1611—1664). Князю Генриха наследовал старший сын Вильгельм II Нассау-Дилленбургский, а после смерти Вильгельма II — младший сын Кристиан Нассау-Дилленбургский.

## Семья и дети
13 октября 1663 года Генрих Нассау-Дилленбургский женился на Доротее Елизавете (17 декабря 1646 — 9 июня 1691), единственной дочери герцога Георга III Бжегского (1611—1664). Их дети:
- Георг Людвиг (21 июня 1667 — 25 июля 1681)
- Вильгельм II (28 августа 1670 — 21 сентября 1724), правящий князь Нассау-Дилленбург (1701—1724), женился в 1699 году на Иоганне Доротее Гольштейн-Плёнской (1676—1727), дочери герцога Августа Шлезвиг-Голштейн-Зонденбург-Плён-Норбургского
- Карл (4 февраля 1672 — 28 апреля 1672)
- Адольф (7 марта 1673 — 1 июня 1690)
- Фредерик Генрих (10 ноября 1678 — 24 июля 1681)
- Людвиг Генрих (10 октября 1681 — 13 января 1710)
- Иоганн Георг (28 января 1683 — 10 мая 1690)
- Кристиан (11 августа 1688 — 28 августа 1739), князь Нассау-Дилленбурга (1724—1739), жена с 1725 года: Изабелла Нассау-Дицская (1692—1757)
- Генрих (1689)
- София Августа (28 апреля 1666 — 14 января 1733), муж с 1695 года: правящий князь Вильгельм Людвиг Ангальт-Гарцгеродский (1643—1709)
- Альбертина (8 августа 1668 — 13 августа 1719), монахиня ерфордского аббатства
- Фридерика Амалия (28 декабря 1674 — 28 июля 1724)
- Елизавета Доротея (25 января 1676 — 25 июля 1676)
- Вильгельмина Генриетта (6 августа 1677 — 28 августа 1727)
- Шарлотта Амалия (13 июня 1680 — 11 октября 1738), муж с 1706 года: князь Вильгельм Генрих Нассау-Узингенский (1684—1718)
- Елизавета Доротея (5 июня 1685 — 20 января 1686).